# 劳伦·休伊特
劳伦·休伊特（英語：Lauren Hewitt，1978年11月25日—），澳大利亚女子田径运动员。她曾代表澳大利亚参加1998年、2002年和2006年英联邦运动会田径比赛，获得二枚金牌和三枚铜牌。她也曾参加1996年、2000年和2004年夏季奥林匹克运动会。